# Clasificarea Zecimală Universală
Clasificarea Zecimală Universală (CZU) este o schemă întrebuințată în biblioteci pentru clasificarea documentelor în funcție de subiectele pe care le tratează. Această schemă de clasificare împarte totalitatea cunoștințelor umane în zece clase, care se subîmpart la rândul lor în alte zece subdiviziuni.

## Clasele principale
- 0 	Generalități. Biblioteconomie. Informatică. Cibernetică. Management informațional.
- 1 Filozofie. Psihologie.
- 2 Religie. Teologie. Mitologie. Spiritualitate.
- 3 Sociologie. Științe sociale. Politică. Afaceri interne. Economie. Drept. Statistică. Educație. Pedagogie.
- 4 	Clasă vacantă (neutilizată).
- 5 Matematică. Științe ale Naturii. Astronomie. Biologie. Chimie. Ecologie. Fizică. Biotehnologie. Antropologie.
- 6 Științe aplicate. Medicină. Tehnică. Comunicații. Inginerie. Tehnologie. Transporturi. Agricultură.
- 7 	Artă și cultură. Artă. Arte marțiale. Dans. Film. Muzică. Divertisment. Hobbyuri. Jocuri. Sport. Turism.
- 8 Limbi și lingvistică. Limbi și literaturi străine. Filologie. Clasici. Poezie. Traductologie.
- 9 Geografie. Istorie.
  - 91 	Geografie
  - 92 Studii biografice. Genealogie. Heraldică. Drapele
  - 93/99 Istorie și arhivistică. Arheologie. Istoria științei și Istoria tehnologiei. Muzeografie.

## Alte sisteme de clasificare
Pe lângă clasificarea zecimală universală (UDC), la nivel internațional, mai există și alte sisteme de clasificare a publicațiilor:
- Clasificarea Bibliotecii Congresului SUA (LCC)
- Clasificarea bibliografică Bliss (BC2)
- Clasificarea Colon (Ranganathan) (CC)
- Clasificarea Cutter (CEC)
- Clasificarea Bibliotecii Chineze (CLC)
- Clasificarea zecimală Dewey (DDC)
- Clasificarea zecimală coreeană (KDC)
- Clasificarea zecimală japoneză (NDC)
- Clasificarea bibliografică sovietică (BBK)
- Clasificarea Cunningham
- Clasificarea Harvard-Yenching
- Noua schemă de clasificare pentru bibliotecile din China
- Indexarea coordonată